# Colt New Service
Colt New Service револьвер великого калібру на великій раміі подвійної дії який випускала компанія Colt з 1898 по 1941 роки. Револьвер був розроблений під набої різних калібрів. Версія під набій .45 Colt зі стволом довжиною 5½ дюйми, прийнята на озброєння збройними силами США під назвою Model 1909.
Револьвер Colt M1917 було створено для поповнення недостатніх запасів пістолетів M1911 під час Першої світової. Це був звичайний револьвер New Service перероблений під набій .45 ACP, для утримання безфланцевого набою використовували обойму у вигляді півмісяцю. Після Першої світової війни револьвер завоював популярність серед цивільних стрільців. Також було розроблено комерційний фланцевий набій .45 Auto Rim, що дозволило стріляти з M1917 без використання обойм швидкого заряджання.
В 1930-х роках револьвер New Service переробили під набої .38 Special та .357 Magnum. При використанні найпотужнішого на той час набою, з револьвера можна було пробивати корпуси автомобілів та бронежилети, які носили тогочасні гангстери, грабіжники банків та втікачі. Саме тому револьвер став популярним серед правоохоронців, патрульних і дорожніх поліцейських.

## Історія

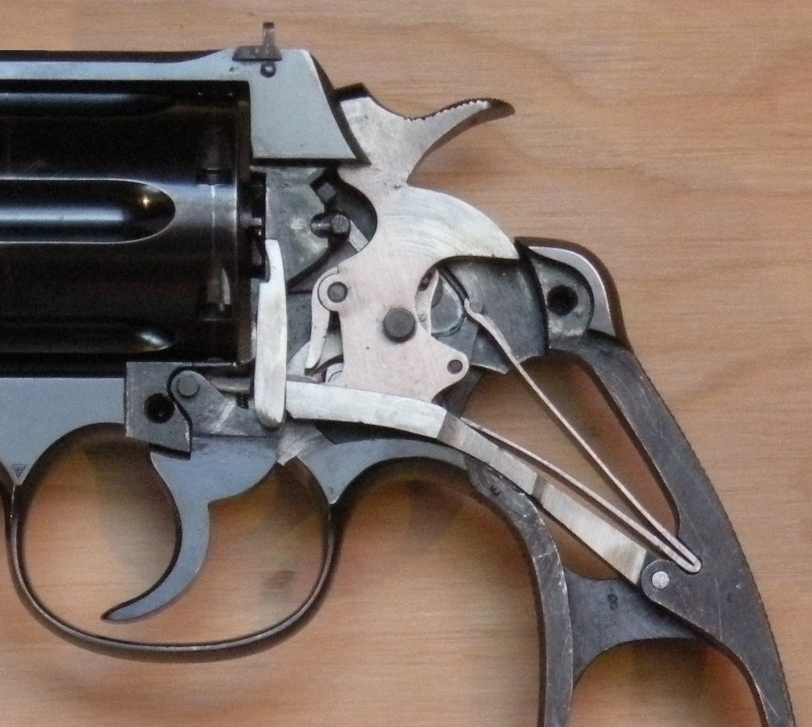
New Service Revolver, УСМ

В 1898 році було представлено Colt New Service. Це був збільшений та посилений револьвер Colt M1892, який став першим револьвером Colt Firearms під набій великого калібру з поворотно-відкидним барабаном з ежектором. Його випускали під популярні на той час набої великого калібру: .38-40, .44-40, .44 Russian, .44 Special, .45 Colt та .455 Webley. Він мав синє воронування або нікельовану обробку, а довжина стволів становила 4", 4½", 5", 5½", 6" та 7½". Щічки руків'я були з горіху або твердої гуми.

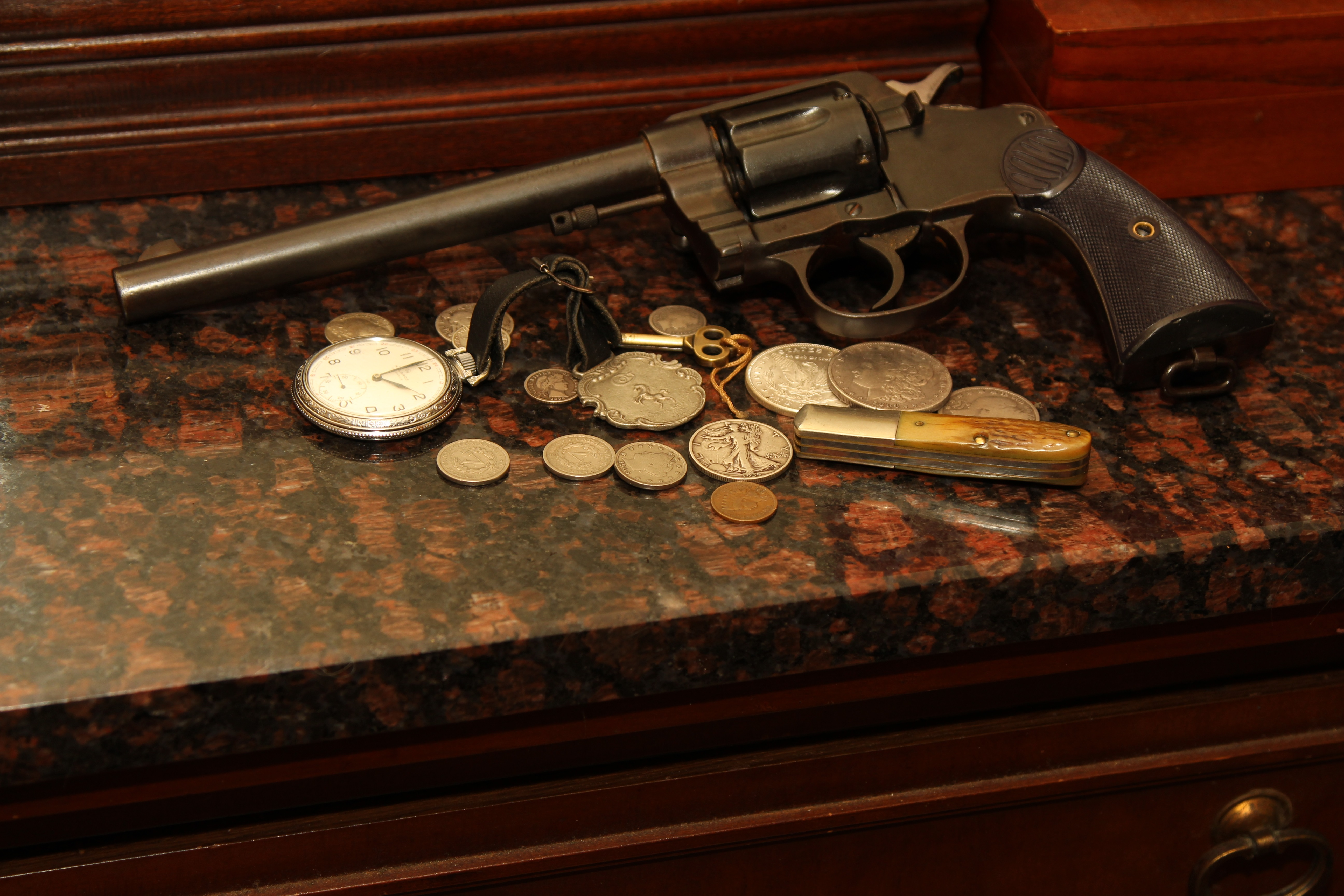
Ранній варіант .44 WCF зроблений в 1906 році

### Модель 1909
Револьвер Colt M1892 був доволі непоганою зброєю свого часу, але незабаром виникли скарги на недостатню зупиняючу дію кулі .38 Long Colt. Починаючи з 1899 року, почали надходити бойові звіти з філіппінської кампанії, проте що кулі .38 калібру не можуть зупинити бійців Моро, навіть після кількох влучать з близької відстані. Скарги призвели до того, що армія США поспіхом повернула списані револьвери .45 калібру Colt Single Action Army з новими коротшими стволами довжиною 5½"s. Ця стара зброя змогла зупини бійців озброєних ножами і зіграла центральну роль у рішенні армії замінити револьвери M1892 на нові револьвери .45 калібру New Service в 1909 році. Вони також зіграли ключову роль у рішенні прийняти на озброєння армії пістолет .45 ACP M1911 Colt. Модель 1909 під набій .45 Colt зі стволом 5½" була прийнята на озброєння збройними силами США під назвою "Model 1909 U.S. Army", "Model 1909 U.S. Navy" та "USMC Model 1909".

### Британська Модель .455 Webley

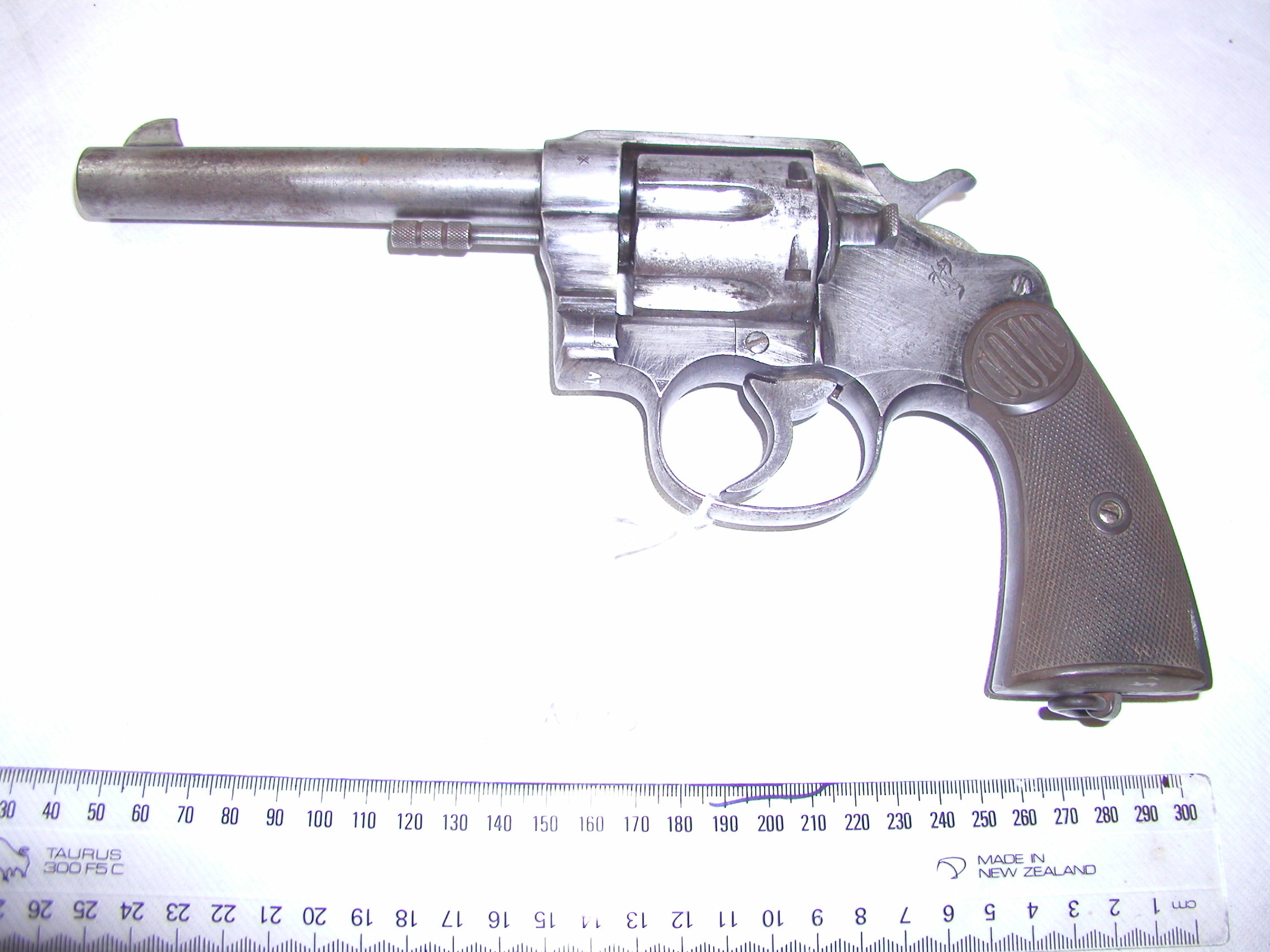
Револьвер Colt New Service Модель 1898, приблизно Друга світова війна калібр .455 дюймів

В 1899 році Канада замовила револьвери New Service (під набій .45 Colt) для використання у бурській війні, щоб доповнити револьвери M1878 Colt Double Action такого самого калібру. В 1904-1905 роках Північно-західна кінна поліція Канади також прийняла на озброєння револьвер Colt New Service для заміни застарілого револьвера Enfield Mk II який був у них на озброєнні з 1882 року.
Револьвери New Service, позначені як Pistol, Colt, .455-inch 5.5-inch barrel Mk. I, були перероблені під набій .455 Webley, щоб відповідати стандарту Британського військового відомства під час Першої світової війни. Британські револьвери Colt New Service мали штамп "NEW SERVICE .455 ELEY" на стволі, щоб їх можна було відрізнити від версій під набій .45 Colt які використовували США (та Канада).
Colt New Service був популярним револьвером серед британських офіцерів і багато хто з них замовив собі револьвери Colt New Service до Першої світової війни як альтернативу службовому револьверу Webley. Британія та канадські військові отримали 60,000 револьверів Colt New Service під час Першої світової війни і вони офіційно залишалися на службі до кінця Другої світової війни.

### Револьвер Colt M1917

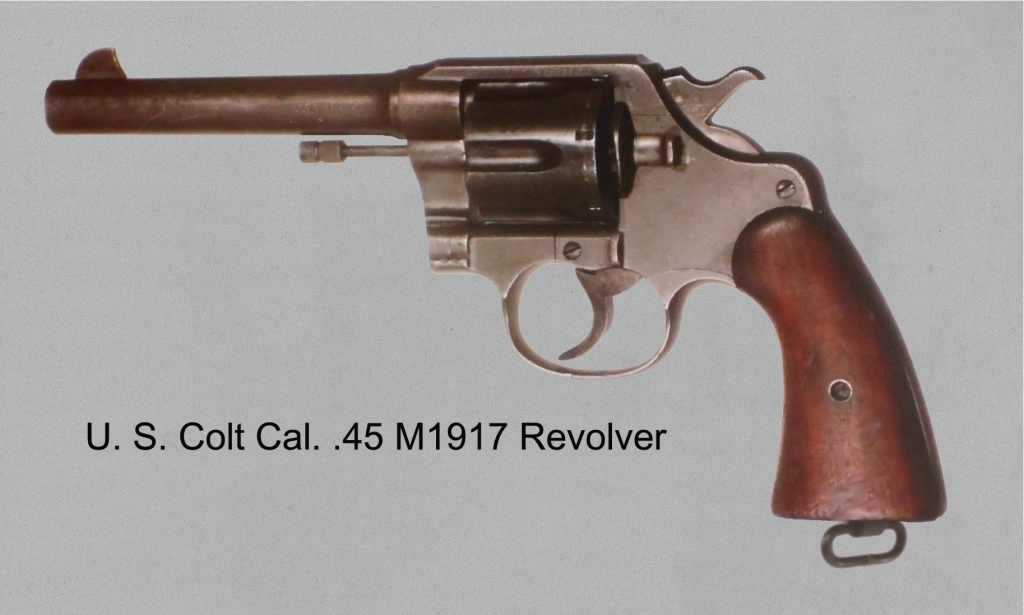
Револьвер Colt .45 M1917

Модель 1917 була створена для армії США через нестачу пістолетів M1911 під час Першої світової. Револьвер Colt M1917 був переробленим револьвером New Service з розсвердленим барабаном під набій .45 ACP та обоймою швидкого заряджання для утримання безфланцевих набоїв. З револьверів Newer Colt можна було стріляти без обойм заряджання, але викинути стріляні гільзи з барабану можна було лише за допомогою шомполу або олівця, оскільки екстрактор не міг підхопити безфланцеві набої. В результаті було розроблено комерційний набій .45 Auto Rim, що дозволило стріляти з M1917 без використання обойми. Після Першої світової війни револьвер поширився серед цивільних стрільців. Револьвер M1917 використовували під час Другої світової війни, коли його замовляли для "спеціальних підрозділів таких як танкісти та артилеристи." Під час корейської війни ці револьвери знов замовили для підрозділів підтримки. M1917 навіть використовували "тунельні щурі" під час в'єтнамської війни.

### Fitz Special

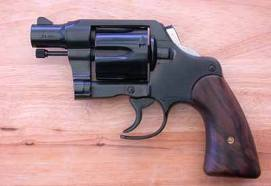
Fitz Special

Джон Генрі Фіцджеральд вперше запропонував схему короткоствольного револьвера Fitz Special в середині 1920-х років, коли переробив револьвер .38 Special Colt Police Positive Special, у якого найкоротший ствол мав довжину чотири дюйми. Пізніше він переробив два револьвери .45 Colt New Service,. і був відомий тим, що носив цю пару у передніх кишенях.
Револьвери Fitz Special робили беручи будь-який револьвер Кольта стандартного розміру і вкорочували ствол до двох дюймів, вкорочували шток ежектора, спилювали шпору курка, закругляли руків'я та прибирали передню половину спускової скоби. Зміна форми курка та руків'я дозволяло швидко дістати зброю не чіпляючись за тканину. Відсутність передньої частини спускової скоби дозволяло стрільцю швидко натиснути на спусковий гачок, навіть у рукавичках або стрільцям з великими пальцями.
Історики вважають, що з заводу вийшли від 40 до 200 штук Fitz Specials, виготовлених з різних револьверів Colt самим Фіцджеральдом. Fitz Special став попередником сучасних короткоствольних револьверів, а особливо прототипом для Colt Detective Special, першого серійного револьвера з дводюймовим стволом. Навіть після появи в 1927 році револьвера Detective Special, Фіцджеральд продовжив переробляти револьвери для спеціальних клієнтів.
Полковники Рекс Епплгейт і Чарльз Аскінс були прихильниками Fitz Special, і він став популярною післяпродажною переробкою для багатьох зброярів. Чарльз Ліндберг, Вільям Павелл та Клайд Берроу також полюбляли носити Fitz Specials.

### Моделі .357 Magnum

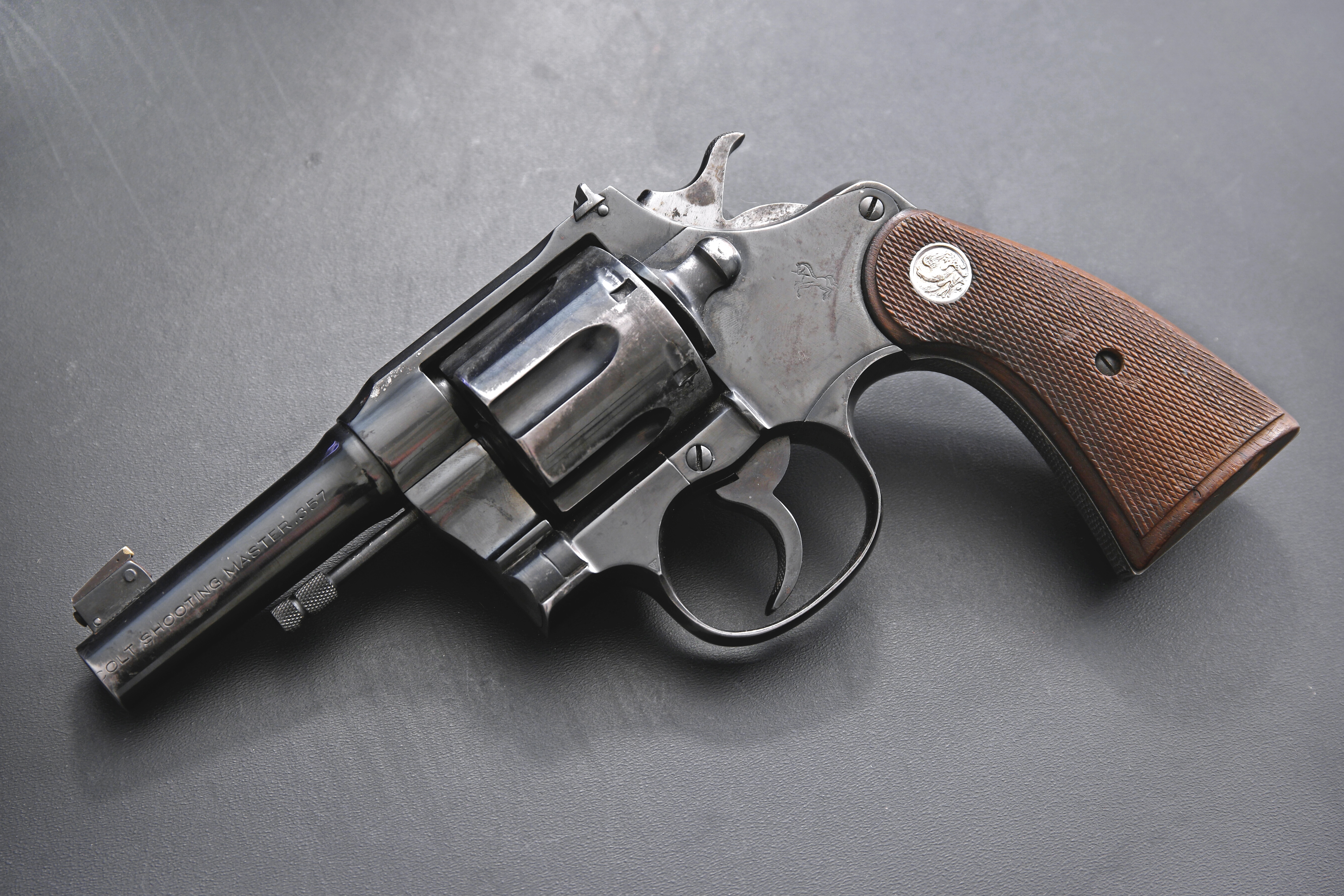
Виготовлений на замовлення Colt Shooting Master .357 Magnum зі стволом 4 дюйми

В 1933 році New Service було перероблено під набій .38 Special та .44 Russian, виробництво револьверів під інші менш популярні калібри було припинено. В 1936 році представили револьвер New Service під новий набій .357 Magnum. При використанні найпотужнішого на той час набою, з револьвера можна було пробивати корпуси автомобілів та бронежилети, які носили тогочасні гангстери, грабіжники банків та втікачі. Саме тому револьвер став популярним серед правоохоронців, патрульних і дорожніх поліцейських. Ці револьвери випускали зі стволами 4", 5" та 6". Ранні моделі мали рубчасті горіхові щічки, пізні моделі мали пластикові щічки типу “Coltwood”.
З початком Другої світової війни виробництво Colt New Service було припинено в 1941 році. Це був найбільший (за розмірами) револьвер який коли-небудь випускала компанія Кольт та самий масовий, до появи револьвера .44 Magnum Colt Anaconda в 1990 році. Існують кілька варіантів поколінь в тому числі "Old Model" (перші 21,000 одиниць),"Transitional Model" (модель з блокуванням курка), "Improved Model" (325,000 одиниць) та "Late Model" (випускалася з 1928 по 1941). Пропонували також "Target Model", "Shooting Master" та "Deluxe Target Model".